# Rugby Europe U18 Championship 2016
El Rugby Europe U18 Championship del 2016 se disputó en Portugal y fue la decimotercera edición del torneo en categoría M18.

## Equipos participantes
- Selección juvenil de rugby de Alemania
- Selección juvenil de rugby de Bélgica
- Selección juvenil de rugby de España
- Selección juvenil de rugby de Francia
- Selección juvenil de rugby de Georgia
- Selección juvenil de rugby de Portugal
- Selección juvenil de rugby de Rumania
- Selección juvenil de rugby de Rusia

## Resultados

### Cuartos de final
- Los perdedores avanzan a la copa de plata

| 18 de marzo | Francia | 56 - 14 | España |  |  |

| 18 de marzo | Bélgica | 8 - 6 | Rusia |  |  |

| 18 de marzo | Portugal | 64 - 5 | Alemania |  |  |

| 18 de marzo | Georgia | 49 - 10 | Rumania |  |  |

### Semifinal de Plata
| 22 de marzo | España | 23 - 13 | Rusia |  |  |

| 22 de marzo | Alemania | 23 - 11 | Rumania |  |  |

### Semifinales Campeonato
| 22 de marzo | Francia | 62 - 3 | Bélgica |  |  |

| 22 de marzo | Portugal | 10 - 29 | Georgia |  |  |

### Séptimo puesto
| 26 de marzo | Rusia | 12 - 0 | Rumania |  |  |

### Quinto puesto
| 26 de marzo | España | 29 - 10 | Alemania |  |  |

### Tercer puesto
| 26 de marzo | Portugal | 15 - 10 | Bélgica |  |  |

### Final
| 26 de marzo | Francia | 42 - 0 | Georgia |  |  |

| Bandera de Francia |
| Campeón Francia    |
| Séptimo título     |